# Trần Lân
Trần Lân (chữ Hán: 陈璘, 1543 – 1607), tự Triều Giác(朝爵), hiệu Long Nha ,  Ông sinh ra ở huyện Văn Nguyên, phủ Thiều Châu (nay là huyện Văn Nguyên, thành phố Thiều Quan, tỉnh Quảng Đông)  , tướng lãnh trung kỳ nhà Minh. Gần trọn binh nghiệp, ông chủ yếu tham gia đánh dẹp tàn dư Uy khấu, trấn áp khởi nghĩa nông dân và các dân tộc thiểu số miền nam Trung Quốc, ngoài ra từng làm chủ tướng của thủy quân nhà Minh cứu viện Triều Tiên trong chiến tranh Nhật Bản – Triều Tiên.

## Tham gia trấn áp khởi nghĩa ở Quảng Đông
Cuối thời Gia Tĩnh, Lân làm Chỉ huy thiêm sự, tham gia trấn áp khởi nghĩa ở Anh Đức có công, được tiến làm Quảng Đông thủ bị. Lân tham gia đánh dẹp trùm cướp Lại Nguyên Tước cùng tàn dư lũ cướp ở Lĩnh Đông. Đầu thời Vạn Lịch, Lân trấn áp khởi nghĩa Đặng Thắng Long ở Cao Yếu, rồi trấn áp khởi nghĩa ở Yết Dương và đánh dẹp trùm sơn tặc Chung Nguyệt Tuyền, dần dần được tiến làm Thự Đô chỉ huy thiêm sự, Thiêm thư Quảng Đông đô tư.
Quan quân đánh trùm phỉ Chư Lương Bảo (1574), phó tướng Lý Thành Lập thua trận; tổng đốc Ân Chánh Mậu hỏi mượn Lân làm Tham tướng, cho nắm 1 cánh quân. Dẹp xong bọn cướp, Lân được thụ chức Triệu Khánh du kích tướng quân, dời làm Cao Châu tham tướng.
Tổng đốc Lăng Vân Dực sắp tổng tấn công khởi nghĩa người dân tộc thiểu số ở La Bàng  (1576), trước tiên hạ lệnh "điêu tiễu"; vì thế Lân phá cả thảy 90 sào huyệt của nghĩa quân . Sau đó quan quân chia 10 đạo để tổng tấn công; Lân từ Tín Nghi tiến vào, hội họp với các cánh quân khác, diệt sạch nghĩa quân, lấy đất của người Dao đặt ra La Định châu  cùng 2 huyện Đông An , Tây Ninh . Triều đình lập tức thăng Lân làm Phó tổng binh, Thự Đông An tham tướng sự.
Chưa lâu sau, tàn dư nghĩa quân giết quan dân, thượng cấp trách mắng Lân, buộc ông đánh giặc chuộc tội. Lân hội họp với Tham tướng Chu Văn Đạt đánh phá các sào huyệt ở Thạch Ngưu, Thanh Thủy (đều chưa rõ ở đâu), chém và bắt hơn 360 người, được nhận bổng lộc như cũ. Bấy giờ Đông An mới định, Lân bày ra nhiều công trình, xây dựng chùa miếu, thay đổi việc sắp xếp binh sĩ, còn ép họ bỏ tiền túi ra. Binh sĩ ngậm hờn, nhân dịp nghĩa quân tái khởi, kêu gọi nhau nổi loạn, cướp bóc châu, huyện. Lân bị Tuần án ngự sử La Ứng Hạc hặc, triều đình giáng chiếu đoạt quan chức của ông. Đến khi dẹp xong tàn dư nghĩa quân, Lân được trừ bỏ tội cũ, đổi làm Lang Sơn phó tổng binh. Không lâu sau Lân lại bị kết tội tham ô, chịu mất chức.

## Tham gia kháng Uy viện Triều
Lân có mưu lược, giỏi nắm binh, nhưng có tính tham ô, cứ bị hặc rồi chịu lột quan chức. Lân bị phế đã lâu, quan viên trong triều phần nhiều tiếc tài năng của ông, nhưng không dám tiến cử. Năm thứ 20 (1592), chiến tranh nổ ra ở Triều Tiên, triều đình cho rằng Lân quen thuộc tính hình của người Nhật, mệnh ông thiêm chú , làm Thần Cơ 7 doanh tham tướng, đến nhận chức thì được đổi làm Thần Xu hữu phó tướng. Không lâu sau, Lân được cất nhắc làm Thự Đô đốc thiêm sự, sung chức Phó tổng binh quan, Hiệp thủ Kế Trấn . Tháng giêng ÂL năm sau (1593), triều đình giáng chiếu lấy Lân giữ bản quan để thống lãnh quân đội của Kế, Liêu, Bảo Định, Sơn Đông, phòng ngự Uy khấu và bảo vệ biển. Bấy giờ quân Nhật tạm rút khỏi Triều Tiên, có người thừa dịp nhắc lại tội danh cũ của Lân là "phong cống" (phong tỏa cống vật từ địa phương gởi lên cho hoàng đế), bàn rằng không thể trọng dụng ông, triều đình tạm hưu binh, đổi Lân làm Hiệp thủ Chương, Triều. Lân hối lộ Thạch Tinh, bị ông ta tố cáo, lại chịu bãi chức về nhà .
Năm thứ 25 (1597), hòa đàm giữa 2 nước Minh – Nhật thất bại, triều đình khởi dùng Lân, cho ông nhận chức cũ, thống lãnh 5000 binh Quảng Đông cứu viện Triều Tiên. Tháng 2 ÂL năm sau (1598), Lâm được cất nhắc làm Ngự Uy tổng binh quan, cùng Ma Quý, Lưu Đinh đều làm tướng. Binh sĩ của Lân đến Sơn Hải quan gây huyên náo, khiến ông chịu khiển trách. Sau đó Lân nhận lệnh làm Đề đốc thủy quân, cùng Quý, Đinh với Đổng Nhất Nguyên chia đường tiến quân; bọn Phó tướng Trần Tàm, Đặng Tử Long, Du kích Mã Văn Hoán, Quý Kim, Trương Lương Tướng chịu sự chỉ huy của ông, binh có hơn 13,000 người, chiến hạm có vài trăm; chia ra phân bố ở các hải khẩu của Trung Thanh (Chungcheong), Toàn La (Jeolla), Khánh Thượng (Gyeongsang).
Ban đầu, quân Nhật đi lại trên biển, cậy quân Minh ít thuyền, tỏ ra nghênh ngang. Đến nay người Nhật thấy thủy quân của Lân, không dám hành quân trên biển như trước nữa. Gặp lúc Thái cáp (太閤) Phong Thần Tú Cát (Hideyoshi Toyotomi) mất, người Nhật muốn rút lui, Lân gấp sai Đặng Tử Long hiệp với danh tướng Triều Tiên là Lý Thuấn Thần đón đánh thủy quân Nhật ở Lộ Lương giác (mũi Noryang). Tử Long và Thuấn Thần đều tử trận, nhưng cánh quân của bọn Trần Tàm, Quý Kim đến kịp để tham chiến. Quân Nhật không còn tinh thần chiến đấu nên đại bại, mất hàng trăm thuyền, những người bơi vào bờ bị liên quân giết chết, chết cháy trên thuyền và chết đuối dưới biển lên đến hàng vạn. Bấy giờ Lưu Đinh đang giao chiến với tướng Nhật là Tiểu Tây Hành Trường (Konishi Yukinaga), Hành Trường chạy vào thành Thuận Thiên (Suncheon); Lân đem thủy quân đến giáp kích, lại đốt hơn trăm thuyền địch. Đảo Tân Nghĩa Hoằng (Shimazu Yoshihiro)  từ phía tây đến cứu viện Hành Trường, Lân đón đánh hắn ta ở giữa biển, giết hơn 300 tên địch.
Một cánh quân Nhật lui về giữ Cẩm Sơn (Geumsan), sau đó vượt biển trốn vào Ất Sơn (chưa rõ ở đâu). Ất Sơn có vách đứng cheo leo, đường sá hiểm trở, tướng sĩ nhà Minh không dám tiến. Lân trong đêm thâm nhập, vây hang động của quân Nhật. Gần sáng, Lân cho nổ pháo, khiến quân Nhật cả sợ, chạy ra hậu sơn, dựa vào chỗ cao để kháng cự. Tướng sĩ nhà Minh liều chết tấn công, quân Nhật bỏ trốn; Lân chia đường truy kích, không ai chạy thoát.
Luận công cứu viện Triều Tiên, Lân đứng đầu, Lưu Đinh xếp sau, Ma Quý xếp sau nữa; ông được tiến làm Đô đốc đồng tri, thế ấm Chỉ huy thiêm sự.

## Tham gia bình định Bá Châu
Quân đội vừa mới quay về, gặp lúc triều đình phát động chiến dịch trấn áp khởi nghĩa Dương Ứng Long của người Miêu ở Bá Châu. Lân nhận mệnh làm Hồ Quảng tổng binh quan, từ Thiên Kiều  tiến quân; phó tướng Trần Lương Bỉ từ Long Tuyền  chịu sự chỉ huy của ông. Tháng 2 ÂL năm thứ 28 (1600), quan quân đến Bạch Nê , con trai thủ lãnh Dương Ứng Long là Dương Triều Đống soái 2 vạn nghĩa quân vượt Ô Giang (乌江) nghênh chiến. Lân chắn phía trước, còn chia 2 cánh uy hiếp phía sau địch. Nghĩa quân yếu thế, lùi chạy về Long Khê Sơn , hiệp với người Miêu của Tứ Bài Bảo (chưa rõ ở đâu) cùng kháng cự. Lân vỗ về người Miêu, rồi tiến quân đến Long Khê, dò biết địch có mai phục, lệnh cho Du kích Trần Sách dùng hỏa khí tấn công; nghĩa quân giữ nơi hiểm trở, dội tên đá xuống. Lân trèo lên đầu tiên, chém 1 viên tiểu hiệu quay đầu để làm gương; bọn Bả tổng Ngô Ứng Long phá trận, nghĩa quân tan vỡ, lui về Nhi Độn thuộc Tứ Bài Bảo. Hai bì tướng của Lân đuổi nà, trúng mai phục. Lân mộ tử sĩ đi theo bọn Ngô Ứng Long hăng hái tấn công, nghĩa quân lại vỡ, chạy lên đỉnh của độn, trong đêm từ trên núi chạy trốn. Đến khi trời sáng quan quân đuổi kịp ở Viên Gia Độ (chưa rõ ở đâu), lại đánh bại nghĩa quân, tiêu diệt hoàn toàn lực lượng người Miêu ở Tứ Bài Bảo .
Rằm tháng 3 ÂL, các cánh quan quân làm cầu nổi vượt sông, biết tướng nghĩa quân là bọn Trương Hữu, Tạ Triều Bổng, Thạch Thắng Bổng đóng doanh ở Dã Trư Sơn (chưa rõ ở đâu) thuộc Thất Bài Bảo , Lân lập tức trong đêm xuất phát, đến Khổ Luyện Bình (chưa rõ ở đâu). Tiền phong của quan quân giao chiến với nghĩa quân, hậu quân kéo đến giáp kích, nghĩa quân thua chạy vào rừng sâu, quan quân thừa thắng tiến vào Khổ Thái Quan (chưa rõ ở đâu). Gặp lúc Đồng Nguyên Trấn thua trận ở Ô Giang, Lân sợ, xin lui quân, tổng đốc Lý Hóa Long không đồng ý; Lân bèn tiến quân đóng trại ở Nam Mộc Kiều (chưa rõ ở đâu), rồi đến Mi Đàm. Nghĩa quân tụ cả ở 4 độn Thanh Xà, Trường Khảm, Mã Não, Bảo Tử (chưa rõ ở đâu), địa thế đều cự kỳ hiểm trở, trong đó Thanh Xà đứng đầu. Lân cho rằng cùng lúc đánh 4 độn thì không đủ binh lực, nếu chỉ đánh 1 thì 3 độn còn lại sẽ đến cứu; bèn quyết định trước tiến đánh 3 độn rồi mới tính đến Thanh Xà. Trần Lương Bỉ đến hội quân, Lân lệnh cho ông ta mai phục ở sau độn, riêng lấy 1 cánh quân giữ Bản Giác Quan (chưa rõ ở đâu) để phòng ngừa nghĩa quân chạy thoát. Lân đốc chư tướng ra sức tấn công 3 ngày, khiến nghĩa quân tử thương không kể xiết, hạ được 3 độn. Thanh Xà trở nên 4 mặt trơ trọi, Lân vây 3 mặt, chọn tử sĩ từ sau Mã Não bám rễ cây lên lưng chừng núi kéo pháo, khiến nghĩa quân sợ hãi. Quan quân tiến đánh, đốt mái tranh bên ngoài; nghĩa quân lùi vào trong độn, không ngừng ném gạch đá xuống. Quan quân liều chết trèo lên, hủy 2 tầng rào lớn, trước sau cùng đánh. Nghĩa quân đại bại, bị giết hơn 1900 người, cuộc nổi dậy của người Miêu ở Thất Bài Bảo bị dẹp hẳn.
Lân bèn chia binh làm 6 đạo, đánh hạ 3 lớp cửa quan, thừa thắng tiến đến Hải Long độn (海龙囤, sào huyệt của Dương Ứng Long). Chư tướng đều tấn công phía trước độn, chỉ có thủ lãnh người Miêu ở Thủy Tây  là An Cương Thần tấn công phía sau, giằng co hơn 40 ngày. Bộ hạ của An Cương Thần nhận hối lộ của nghĩa quân, nhiều người ngầm đem thuốc nổ gởi cho họ, khiến cho nghĩa quân cũng không đề phòng quan quân. Sau đó Lân biết được, bèn lệnh cho An Cương Thần lui lại 1 xá, tự mình thay vào chỗ ấy, bày hơn trăm bảng sắt cách độn hơn trượng, khiến nỏ mạnh của nghĩa quân mất tác dụng; lại đặt bàn chông ở trước rào, khiến nghĩa quân mỗi đêm ra đánh trộm, đều bị chông gây thương tích, không dám ra ngoài nữa. Nghĩa quân thế cùng, kêu khóc với nhau. Ban đầu Lý Hóa Long lệnh cho chư tướng chia ngày tấn công, vì vậy ngày 6 tháng 6 ÂL là lượt của Lân với Ngô Quảng. Canh tư đêm ấy cánh quân của Lân ngậm tăm trèo lên độn, giết lính giữ cửa, cắm cờ trắng rồi nổi pháo. Nghĩa quân đang ngủ say, nghe tiếng pháo thì kinh hãi tan rã, thủ lãnh Dương Ứng Long tự thiêu. Cánh quân của Ngô Quảng cũng đến, cùng nhau dẹp xong cuộc nổi dậy của người Miêu ở Bá Châu do thổ ty Dương Ứng Long lãnh đạo.
Giữa lúc đánh dẹp Bá Châu, chư tướng đều muốn hối lộ Lý Hóa Long, Lân cũng sai sứ giả đến nhà ông ta, đúng lúc sứ giả của Lưu Đinh đang bị cha của Hóa Long mắng nhiếc, sứ giả của Lân vội bỏ chạy. Sau đó Hóa Long tố cáo, khiến Đinh chịu đoạt chức, còn Lân tránh được vạ ấy.

## Tham gia bình định Bì Lâm
Ngay sau đó, Lân nhận mệnh dời quân đội đi Bì Lâm , tham gia trấn áp khởi nghĩa người Miêu ở đó. Khởi nghĩa Bì Lâm được lãnh đạo bởi thổ tù Ngô Quốc Tá của trại Đặc Động thuộc Hồng Châu tư . Ngô Quốc Tá tự xưng Thiên Hoàng thượng tướng, đồ đảng là Thạch Toản Thái tự xưng Thái bảo, hiệp công Thượng Hoàng bảo , mai phục và đánh bại Tham tướng Hoàng Xung Tiêu, đuổi theo quan quân đến huyện Vĩnh Tòng , giết Thủ bị Trương Thế Trung, nướng rồi ăn thịt ông ta. Nghĩa quân cướp bóc hơn 70 đồn, bảo, đốt thành nam của Ngũ Khai vệ , hạ Vĩnh Tòng, vây Trung Triều sở . Bấy giờ triều đình đang tập trung vào việc đánh dẹp Bá Châu, chưa tính đến Bì Lâm. Đến nay Bá Châu đã bị dẹp, Thiên Nguyên tuần phủ  Giang Đạc mệnh cho Lân với Trần Lương Bỉ hợp binh đánh dẹp, nhưng Lương Bỉ thua trận.
Năm sau (1601), Giang Đạc dời đến Tĩnh Châu, mệnh cho Lân soái bọn Phó tướng Lý Văn Ngộ chia 7 đường tiến binh. Lân bắt được Miêu tù là bọn Ngân Cống, du kích Tống Đại Bân công phá Đặc Động, thiêu hủy nơi ấy. Ngô Quốc Tá trốn đi Thiên Phổ 48 trại, rồi chạy vào Mao Động thuộc Cổ Châu (古州), bọn Lân đuổi theo bắt được. Thạch Toản Thái trốn lên núi cao ở Quảng Tây, chỉ huy Từ Thì Đạt lừa bắt hắn ta. Đồng đảng khác của Quốc Tá là Dương Vĩnh Lộc soái hơn vạn người đóng đồn ở Bạch Xung (chưa rõ ở đâu); bọn du kích Thẩm Hoằng Du giáp công, bắt sống hắn ta. Như thế nhà Minh đã dẹp xong các cuộc nổi dậy của người Miêu.

## Tham gia trấn áp khởi nghĩa ở Quý Châu
Sau đó Lân được Binh bộ thượng thư Điền Nhạc tiến cử trấn thủ Quý Châu, Cấp sự trung Hồng Chiêm Tổ hặc ông có tính đầu cơ. Minh Thần Tông cho rằng Lân lập nhiều chiến công ở cả hai phương đông – tây, đồng ý với Nhạc. Người Miêu ở Quý Châu chia làm 2 lộ đông – tây: Đông lộ có Trọng Gia Miêu, chiếm cứ Quý Dương phủ, Long Lý vệ, Bình Việt vệ , Tân Thiêm vệ , cầm đầu các bộ tộc Miêu; Tây lộ có Sơn Miêu ở Thủy Ngân Sơn, giáp với Đồng Nhân phủ, Tư Nam vệ, Thạch Thiên phủ , vốn là lông cánh của tộc Hồng Miêu (cư trú chủ yếu ở Đồng Nhân phủ). Sau chiến dịch Bình Bá, tài lực của Quý Châu suy yếu, người Miêu thừa cơ nổi lên phản kháng, ngày càng dữ dội. Mùa đông năm thứ 33 (1605), tuần phủ Quách Tử Chương thỉnh cầu triều đình cho xuất binh; đến tháng 4 ÂL năm sau (1604), Lân nhận lệnh tấn công Thủy Ngân, du kích Lưu Nhạc đốc hơn vạn binh của tuyên úy An Cương Thần tấn công Tây lộ, đánh hạ được. Sau đó Lân nhận lệnh dời đi Tân Thiêm, một mình tấn công Đông lộ, lại đánh hạ được. Quan quân bắt được 12 thổ tù, chém hơn 3000 thủ cấp, chiêu hàng hơn 13000 người, khiến cảnh nội Quý Châu an tĩnh.
Cuối đời Lân được đổi về trấn thủ Quảng Đông, mất khi đang ở chức. Ban đầu Lân được xét công Bình Bá, gia chức Tả đô đốc, thế ấm Chỉ huy sứ; sau khi mất ông được xét công Bình Miêu, tặng Thái tử thái bảo, thêm ấm Bách hộ.